# ヴァイエルシュトラスの楕円函数
- ヴァイエルシュトラスのぺー函数
- ワイエルシュトラスの楕円関数
- ワイエルシュトラスのペー函数

数学におけるヴァイエルシュトラスの楕円函数（ヴァイエルシュトラスのだえんかんすう、英: Weierstrass's elliptic functions）は、カール・ワイエルシュトラスに名を因む、単純な形をした楕円函数の一種である。このクラスの楕円函数は、ペー函数と呼ばれ、一般に ℘ なる記号（ヴァイエルシュトラス・ペー）で表される。

ヴァイエルシュトラスのペー函数記号

## 定義

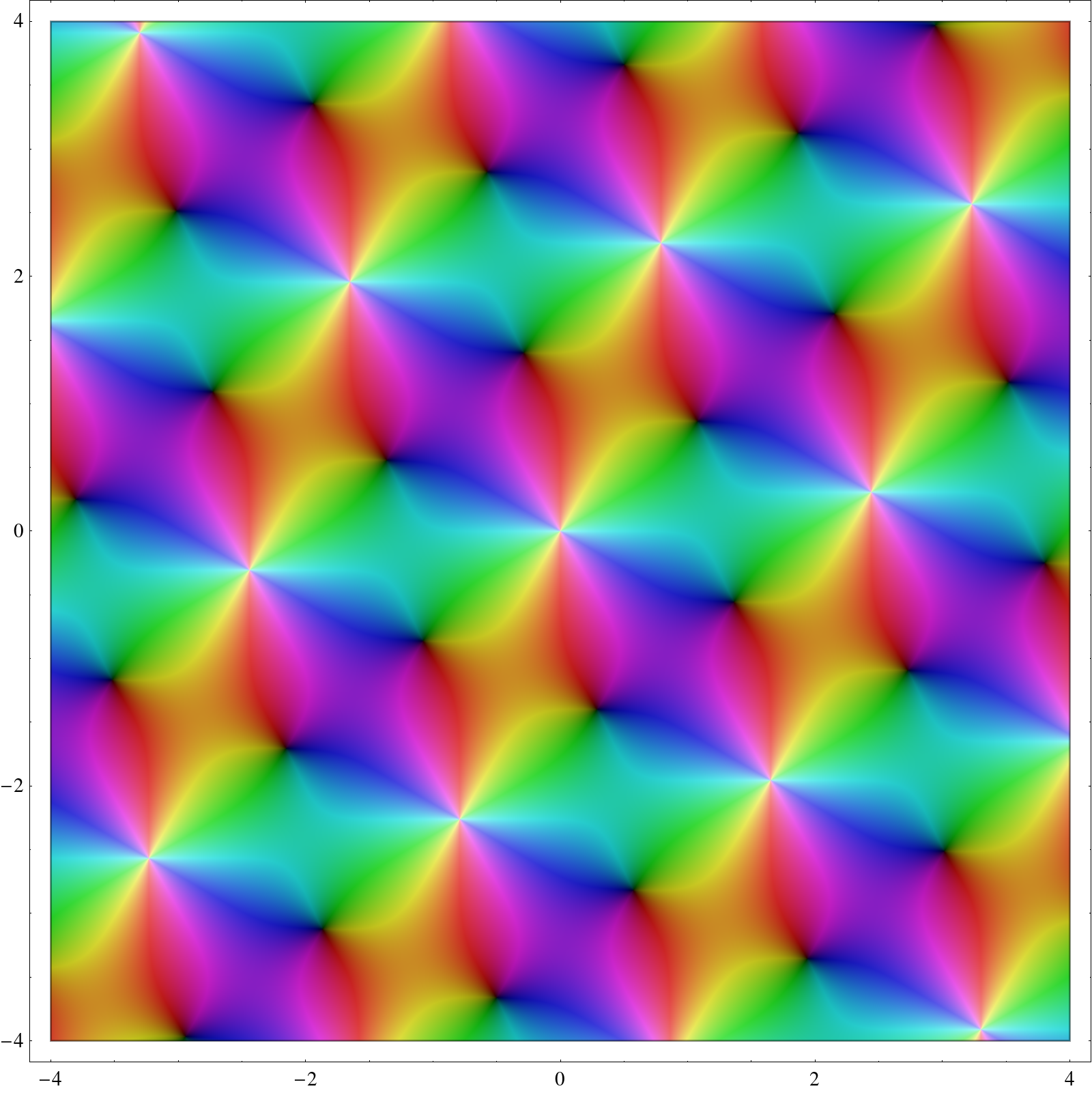
複素数平面の部分集合上で定義されたヴァイエルシュトラスのペー函数を、標準的な視覚化法として、極を白く、零点を黒く、 で彩度が極大になるように表したもの。極の成す正則格子と零点の成す交互格子に注意。

ヴァイエルシュトラスの楕円函数は、近しい関係にある三種類の方法で定義することができて、それぞれ一長一短がある。一つは、複素変数 z と複素数平面上の格子 Λ の函数として、いま一つは z と格子の二つの生成元（周期対）を与える複素数 ω1, ω2 を用いて述べるもの、残る一つは z と上半平面における母数 (modulus) τ に関するものである。最後のはその前のと、上半平面上の周期対を選んで τ = ω2/ω1 とした関係にある。この方法では、z を止めて、τ の函数と見ると、ヴァイエルシュトラス楕円函数は τ のモジュラー函数になる。
周期対を与える方法を具体的に書けば、ω1, ω2 を二つの周期に持つペー函数は、
{\displaystyle \wp (z;\omega _{1},\omega _{2})={\frac {1}{z^{2}}}+\sum _{n^{2}+m^{2}\neq 0}\left\{{\frac {1}{(z+m\omega _{1}+n\omega _{2})^{2}}}-{\frac {1}{\left(m\omega _{1}+n\omega _{2}\right)^{2}}}\right\}}
で定義される。このとき、周期格子
{\displaystyle \Lambda =\{m\omega _{1}+n\omega _{2}:m,n\in \mathbb {Z} \}}
を考えれば、格子の任意の生成対に対して
{\displaystyle \wp (z;\Lambda )=\wp (z;\omega _{1},\omega _{2})}
は複素変数と格子の函数としてのペー函数を定める。
上半平面に属する複素数 τ に対して、
{\displaystyle \wp (z;\tau )=\wp (z;1,\tau )={\frac {1}{z^{2}}}+\sum _{n^{2}+m^{2}\neq 0}\left\{{1 \over (z+m+n\tau )^{2}}-{1 \over (m+n\tau )^{2}}\right\}}
と置く。上記の和は −2-次の斉次和である。このペー函数を用いると、先に述べた周期対に対するペー函数は
{\displaystyle \wp (z;\omega _{1},\omega _{2})={\frac {\wp ({\frac {z}{\omega _{1}}};{\frac {\omega _{2}}{\omega _{1}}})}{\omega _{1}^{2}}}}
と書ける。ペー函数は収斂の早いテータ函数を用いて表せば、上記の定義に用いた級数を用いるよりも、手早く計算できる。テータ函数による表示は
{\displaystyle \wp (z;\tau )=\pi ^{2}\vartheta ^{2}(0;\tau )\vartheta _{10}^{2}(0;\tau ){\vartheta _{01}^{2}(z;\tau ) \over \vartheta _{11}^{2}(z;\tau )}-{\pi ^{2} \over {3}}\left[\vartheta ^{4}(0;\tau )+\vartheta _{10}^{4}(0;\tau )\right]}
で与えられる。ペー函数は（原点を含む）周期格子の各頂点において二位の極を有する。
これらの定義のもと、ペー函数 ℘(z) は偶函数、その z に関する導函数 ℘' は奇函数になる。
さらに楕円函数論を推し進めれば、与えられた周期格子を持つ任意の有理型函数の中で、ペー函数に関する条件は、定数を加えたり非零定数倍したりすることを除き、極に関する条件のみで決まることが示される。

## 不変量
原点の近傍を除き、℘ のローラン級数展開は
{\displaystyle \wp (z;\omega _{1},\omega _{2})=z^{-2}+{\frac {1}{20}}g_{2}z^{2}+{\frac {1}{28}}g_{3}z^{4}+O(z^{6})}
で与えられる。ただし、
{\displaystyle g_{2}=60\sum _{(m,n)\neq (0,0)}(m\omega _{1}+n\omega _{2})^{-4},}
{\displaystyle g_{3}=140\sum _{(m,n)\neq (0,0)}(m\omega _{1}+n\omega _{2})^{-6}}

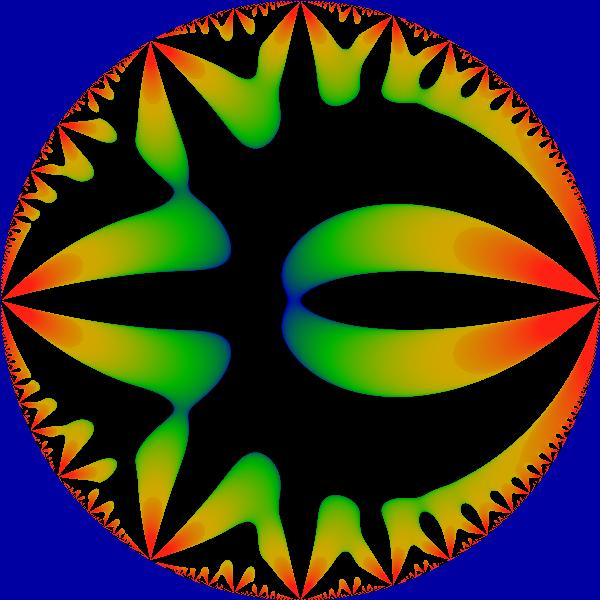
単位円板上のノーム q の函数としての、不変量 g_{3} の実部。

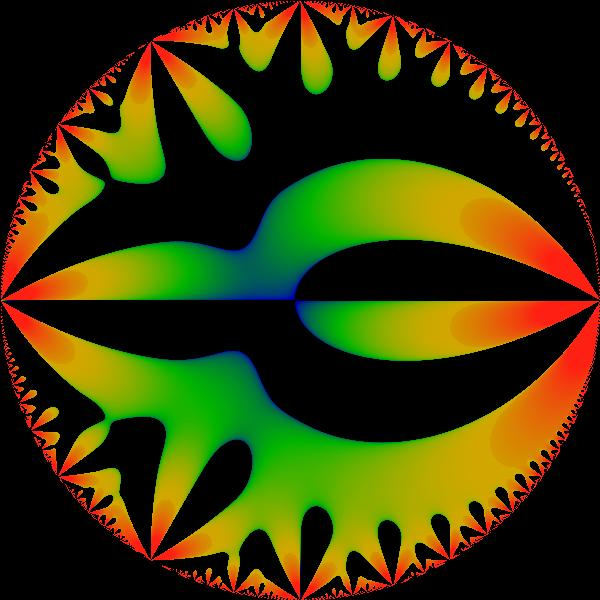
単位円板上のノーム q の函数としての、不変量 g_{3} の虚部。

である。これらの数値 g2, g3 はペー函数の不変量 (invariant) と呼ばれる。係数 60 および 140 の後ろにある和はアイゼンシュタイン級数の最初の二つで、これらは Im(τ)>0 なる τ = ω2/ω1 の函数 G4(τ) および G6(τ) としてそれぞれを見做せばモジュラー形式を成すことがわかる。
ここで、g2 および g3 はそれぞれ次数 −4 および −6 の斉次函数である。つまり
{\displaystyle g_{2}(\lambda \omega _{1},\lambda \omega _{2})=\lambda ^{-4}g_{2}(\omega _{1},\omega _{2})}
および
{\displaystyle g_{3}(\lambda \omega _{1},\lambda \omega _{2})=\lambda ^{-6}g_{3}(\omega _{1},\omega _{2}).}
を満たす。従って、慣習的に、g2 および g3 を、上半平面に属する周期比 τ = ω2/ω1 を用いて、
{\displaystyle g_{2}(\tau )=g_{2}(1,\omega _{2}/\omega _{1})=\omega _{1}^{4}g_{2}(\omega _{1},\omega _{2}),\quad g_{3}(\tau )=g_{3}(1,\omega _{2}/\omega _{1})=\omega _{1}^{6}g_{3}(\omega _{1},\omega _{2})}
と表すこともよく行われる。
g2 および g3 は Im(τ)>0 において正則で、フーリエ級数は、ノーム q = exp(iπτ) の平方を用いて書くことができて、
{\displaystyle g_{2}(\tau )={\frac {4\pi ^{4}}{3}}\left[1+240\sum _{k=1}^{\infty }\sigma _{3}(k)q^{2k}\right]}
および
{\displaystyle g_{3}(\tau )={\frac {8\pi ^{6}}{27}}\left[1-504\sum _{k=1}^{\infty }\sigma _{5}(k)q^{2k}\right]}
となる。ただし、σa(k) は約数函数である。これらの式はランベルト級数を用いて書き直すこともできる。
不変量をヤコビのテータ函数を用いて書くこともできるが、テータ函数の収斂は非常に速く、これは数値計算に非常に有効な方法である。Abramowitz & Stegun (1965) の記法で、ただし原始半周期は ω1, ω2 と書くものとすると、不変量に関して
{\displaystyle g_{2}(\omega _{1},\omega _{2})={\frac {\pi ^{4}}{12\omega _{1}^{4}}}\left(\theta _{2}(0,q)^{8}-\theta _{3}(0,q)^{4}\theta _{2}(0,q)^{4}+\theta _{3}(0,q)^{8}\right)}
および
{\displaystyle g_{3}(\omega _{1},\omega _{2})={\frac {\pi ^{6}}{(2\omega _{1})^{6}}}\left[{\frac {8}{27}}\left(\theta _{2}(0,q)^{12}+\theta _{3}(0,q)^{12}\right)-{\frac {4}{9}}\left(\theta _{2}(0,q)^{4}+\theta _{3}(0,q)^{4}\right)\cdot \theta _{2}(0,q)^{4}\theta _{3}(0,q)^{4}\right]}
が成り立つ。ただし、τ = ω2/ω1 は周期比で q = exp(iπτ) はノームである。

### 特別の場合
不変量が g2 = 0, g3 = 1 のとき、等非調和であるといい、g2 = 1, g3 = 0 のときレムニスケート楕円函数であるという。

## 微分方程式
不変量を用いて、ペー函数は以下の微分方程式
{\displaystyle [\wp '(z)]^{2}=4[\wp (z)]^{3}-g_{2}\wp (z)-g_{3}}
を満足する。これは周期対 ω1, ω2 の取り方に依存して統制される。
この関係式は両辺の極を比べれば直ちに確かめられる。例えば、左辺の z = 0 における極は
{\displaystyle [\wp '(z)]^{2}|_{z=0}\sim {\frac {4}{z^{6}}}-{\frac {24}{z^{2}}}\sum {\frac {1}{(m\omega _{1}+n\omega _{2})^{4}}}-80\sum {\frac {1}{(m\omega _{1}+n\omega _{2})^{6}}}}
であり、右辺第一項の z = 0 における極は
{\displaystyle [\wp (z)]^{3}|_{z=0}\sim {\frac {1}{z^{6}}}+{\frac {9}{z^{2}}}\sum {\frac {1}{(m\omega _{1}+n\omega _{2})^{4}}}+15\sum {\frac {1}{(m\omega _{1}+n\omega _{2})^{6}}}}
で、これらを比較して上記の関係式を得る。

## 積分方程式
ヴァイエルシュトラス・ペー函数は楕円積分の逆函数として与えることができる。ここでは g2 および g3 は定数であるものとして、
{\displaystyle u=\int _{y}^{\infty }{\frac {ds}{\sqrt {4s^{3}-g_{2}s-g_{3}}}}}
とおくと、
{\displaystyle y=\wp (u)}
となるのである。このことは、上記の微分方程式を積分して直截に示すことができる。

## モジュラー判別式

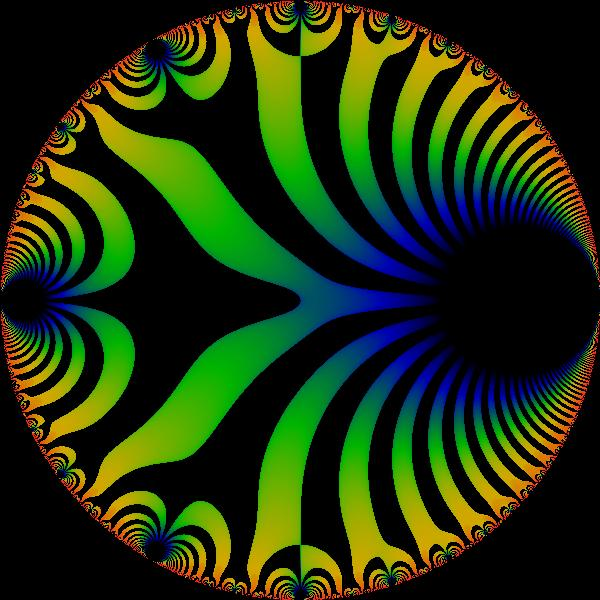
単位円板上のノーム q の函数としての判別式の実部

モジュラー判別式 (modular discriminant) Δ は
{\displaystyle \Delta =g_{2}^{3}-27g_{3}^{2}}
で定義される。この判別式は、それ自体が（周期格子の函数としての）尖点形式と見て、モジュラー形式論における研究の対象になる。デテキントのイータ関数 η を用いれば、
{\displaystyle \Delta =(2\pi )^{12}\eta ^{24}}
と書けることに注意。この 24 という数は、イータ函数とリーチ格子にあるような、何か別の現象との関連によって理解することができる。
g2 および g3 は Im(τ)>0 において正則だから Δ も Im(τ)>0 において正則である。さらに Im(τ)>0 において Δ(τ) ≠ 0 が成り立つ。
さて上記判別式は重み 12 のモジュラー形式である。すなわち a,b,c,d が ad − bc = 1 を満たす整数（つまり {\displaystyle {\begin{pmatrix}a&b\\c&d\end{pmatrix}}}がモジュラー群 SL(2, Z) に属する）のとき Im(τ)>0 において
{\displaystyle \Delta \left({\frac {a\tau +b}{c\tau +d}}\right)=\left(c\tau +d\right)^{12}\Delta (\tau )}
が成り立つ。またフーリエ級数は、ノーム q = exp(iπτ) の平方を用いて、
{\displaystyle \Delta (\tau )=(2\pi )^{12}\sum _{k=1}^{\infty }\tau (k)q^{2k},\tau (k)\in \mathbf {Z} }
となる。ここで τ(1)=1, τ(2)=-24, τ(3)=252, ... はラマヌジャンのタウ函数である（オンライン整数列大辞典の数列 A000594）。さらにデデキントのイータ関数との関係から
{\displaystyle \Delta (\tau )=(2\pi )^{12}q^{2}\prod _{n=1}^{\infty }(1-q^{2n})}
が成り立つ。

## j-不変量

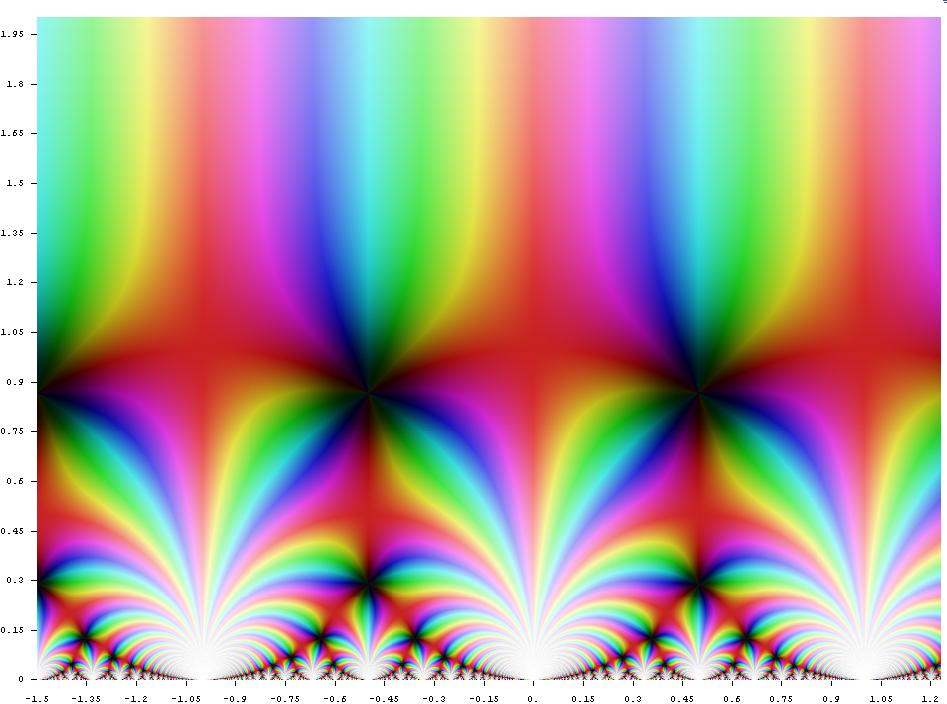
複素平面内のクラインの j-不変量

上記の不変量を用いて
{\displaystyle j(\omega _{1},\omega _{2})={\frac {1728g_{2}^{3}}{\Delta }}}
と定めると、 Δ および g23はともに次数 −12 の斉次函数であるから j は次数 0 の斉次関数である。つまり τ = ω2/ω1 ならばつねに
{\displaystyle j(\omega _{1},\omega _{2})=j(1,\tau )}
が成り立つ。したがってこれは周期比 \tau=ω2/ω1 によってのみ定まるので1変数関数
{\displaystyle j(\tau )=j(1,\tau )={\frac {1728g_{2}^{3}(1,\tau )}{\Delta (1,\tau )}}}
が定義される。これをフェリックス・クラインの j-不変量、j-函数、あるいは単に j-不変量 (j-invariant) という。
Im(τ)>0 において g2 および g3 は正則で Δ(τ) ≠ 0 が成り立つから、 j-不変量も Im(τ)>0 において正則である。また不変量は周期格子にのみ依存することからモジュラー変換により不変である。つまり a,b,c,d が ad − bc = 1 を満たす整数（つまり {\displaystyle {\begin{pmatrix}a&b\\c&d\end{pmatrix}}}がモジュラー群 SL(2, Z) に属する）のとき Im(τ)>0 において
{\displaystyle j\left({\frac {a\tau +b}{c\tau +d}}\right)=j(\tau )}
が成り立つ。そして j-不変量についてはフーリエ級数は、ノーム q = exp(iπτ) の平方を用いて、
{\displaystyle j(\tau )=q^{-2}+744+196884q^{2}+\cdots }
となる（係数は（オンライン整数列大辞典の数列 A000521）により与えられる）。

## 定数e1,e2,e3
三次の多項式方程式 4t3 − g2t − g3 = 0 とその三根 e1, e2, e3 を考える。判別式 Δ = g23 − 27g32 が零でなければ、これらの根はどの二つも相異なる。この多項式には二次の項がないから、根は
{\displaystyle e_{1}+e_{2}+e_{3}=0}
を満たす。一次の項と定数項の係数（それぞれ g2 と g3) は根と係数の関係により
{\displaystyle g_{2}=-4(e_{1}e_{2}+e_{1}e_{3}+e_{2}e_{3})=2(e_{1}^{2}+e_{2}^{2}+e_{3}^{2})}
および
{\displaystyle g_{3}=4e_{1}e_{2}e_{3}}
を満たす。
不変量が実数の場合には、Δ の符号は根の特性を決定する。Δ > 0 ならば、三根は全て実数で、慣習的に e1 > e2 > e3 であるものとする。Δ < 0 ならば、慣習的に α > 0, β > 0 を用いて e1 = −α + βi, e3 は e1 の複素共軛、e は非負実数となるようにする。
ヴァイエルシュトラスのペー函数の半周期 ω1/2, ω2/2 は、これらの根との間に
{\displaystyle \wp (\omega _{1}/2)=e_{1},\quad \wp (\omega _{2}/2)=e_{2},\quad \wp (\omega _{3}/2)=e_{3},\qquad (\omega _{3}:=-(\omega _{1}+\omega _{2}))}
なる関係を持つ。ペー函数の導函数の平方は、上で述べた函数値の三次多項式に等しいから、 
{\displaystyle \wp '(\omega _{i}/2)^{2}=\wp '(\omega _{i}/2)=0}
が i = 1, 2, 3 に対して成り立つ。逆に、函数値がこの多項式の根に等しいならば、導函数は零になる。
g2, g3 がともに実数で Δ > 0 ならば、ei は全て実数であり、ペー函数 ℘ は 0, ω3, ω1 + ω3, and ω1 を四頂点とする矩形の周上で実数値をとる。上で述べたように根を e1 > e2 > e3 と順序付けるならば、第一半周期は実数
{\displaystyle \omega _{1}/2=\int _{e_{1}}^{\infty }{\frac {dz}{\sqrt {4z^{3}-g_{2}z-g_{3}}}}}
になり、一方第三半周期は純虚数
{\displaystyle \omega _{3}/2=i\int _{-e_{3}}^{\infty }{\frac {dz}{\sqrt {4z^{3}-g_{2}z-g_{3}}}}}
になる。

## いくつかの定理について
ペー函数の満たすいくつかの性質を以下に示す。
{\displaystyle {\begin{vmatrix}\wp (z)&\wp '(z)&1\\\wp (y)&\wp '(y)&1\\\wp (z+y)&-\wp '(z+y)&1\end{vmatrix}}=0.}
これの対称版は u + v + w = 0 として
{\displaystyle {\begin{vmatrix}\wp (u)&\wp '(u)&1\\\wp (v)&\wp '(v)&1\\\wp (w)&\wp '(w)&1\end{vmatrix}}=0}
と書ける。
また、加法公式
{\displaystyle \wp (z+y)={\frac {1}{4}}\left\{{\frac {\wp '(z)-\wp '(y)}{\wp (z)-\wp (y)}}\right\}^{2}-\wp (z)-\wp (y)}
および、2z が周期でない限りにおいて倍数公式
{\displaystyle \wp (2z)={\frac {1}{4}}\left\{{\frac {\wp ''(z)}{\wp '(z)}}\right\}^{2}-2\wp (z)}
が成り立つ。

## 基本半周期 1 の場合
ω1 = 1 のときには、ω2 を慣習的に τ と書き、また、上で述べた理論の多くはより簡単な形になる。上半平面の元 τ を一つ固定すると、τ の虚部は正であり、ヴァイエルシュトラスの ℘-函数は
{\displaystyle \wp (z;\tau )={\frac {1}{z^{2}}}+\sum _{(m,n)\neq (0,0)}{1 \over (z+m+n\tau )^{2}}-{1 \over (m+n\tau )^{2}}}
で定義される。和は原点を除く格子 {m + nτ : m, n ∈ Z} の全ての点に亙って取る。ここでは、τ を固定して、 ℘ を z の函数と見ているが、z を固定して τ を動かせば、楕円モジュラー函数の面積が導かれる。

## 一般論
ペー函数 ℘ は複素平面上の有理型函数で、各格子点において二位の極を有する。また、1 と τ を周期に持つ二重周期函数、すなわち ℘ は
{\displaystyle \wp (z+1)=\wp (z+\tau )=\wp (z)}
を満たす。上記の和は次数 −2 の斉次函数で、c を零でない複素数として
{\displaystyle \wp (cz;c\tau )=\wp (z;\tau )/c^{2}}
が成立し、これを用いて、任意の周期対に対する ℘-函数を定義することができる。z に関する導函数も計算できて、℘ に関して代数的な関係式
{\displaystyle \wp '^{2}=4\wp ^{3}-g_{2}\wp -g_{3}}
が得られる。ここで g2, g3 は τ のみに依存して決まり、また τ のモジュラー形式になる。代数方程式
{\displaystyle Y^{2}=4X^{3}-g_{2}X-g_{3}}
は楕円曲線を定め、(℘, ℘') がこの曲線の径数付けになっていることが確かめられる。
与えられた周期を持つ二重周期有理型函数の全域性は、楕円曲線に付随する代数函数体を定めるが、この体が
{\displaystyle \mathbb {C} (\wp ,\wp ')}
であることが示せるので、そのような函数はペー函数とその導函数に関する有理函数になる。
単独の周期平行四辺形をトーラス（つまりドーナツ型をしたリーマン面）に巻きつけることができるから、与えられた周期対に付随する楕円函数を、このリーマン面上の函数と見做すこともできる。
三次多項式 4X3 − g2X − g3 の根 e2, e3 は τ に依存して決まり、テータ函数を用いて
{\displaystyle e_{1}(\tau )={\tfrac {1}{3}}\pi ^{2}(\vartheta ^{4}(0;\tau )+\vartheta _{01}^{4}(0;\tau )),}
{\displaystyle e_{2}(\tau )=-{\tfrac {1}{3}}\pi ^{2}(\vartheta ^{4}(0;\tau )+\vartheta _{10}^{4}(0;\tau )),}
{\displaystyle e_{3}(\tau )={\tfrac {1}{3}}\pi ^{2}(\vartheta _{10}^{4}(0;\tau )-\vartheta _{01}^{4}(0;\tau ))}
と表すことができる。
{\displaystyle g_{2}=-4(e_{1}e_{2}+e_{2}e_{3}+e_{3}e_{1}),\quad g_{3}=4e_{1}e_{2}e_{3}}
だからこれらもテータ函数を用いて書ける。ペー函数もテータ函数を用いて
{\displaystyle \wp (z;\tau )=\pi ^{2}\vartheta ^{2}(0;\tau )\vartheta _{10}^{2}(0;\tau ){\vartheta _{01}^{2}(z;\tau ) \over \vartheta _{11}^{2}(z;\tau )}+e_{2}(\tau )}
と書ける。
ペー函数 ℘ は（周期を除いて）二つの零点を持ち、その導函数 ℘' は三つの零点を持つ。導函数 ℘' の零点の方は簡単に求められる、というのも ℘' は奇函数ゆえ零点は半周期点になければならないからである。他方、ペー函数 ℘ 自体の零点は,、母数 τ が特別な値である場合（例えば、周期格子がガウス整数全体の成す集合になるとき）を除けば、閉じた式に表すのは非常に困難である。一つの式が、ザギエとアイヒラーによって求められている。
ヴァイエルシュトラス理論には、ヴァイエルシュトラス・ゼータ函数というものもあり、これはペー函数 ℘ の不定積分で、二重周期函数にはならない。また、ヴァイエルシュトラス・ゼータを対数導函数とするような、ヴァイエルシュトラス・シグマ函数と呼ばれるテータ函数も持つ。このシグマ函数は任意の周期点に零点を持ち（かつそれ以外に零点を持たない）、ヤコビの楕円函数を用いて表すこともできる。これによって、ヴァイエルシュトラスの楕円函数とヤコビの楕円函数の間の相互変換の一つの方法が与えられる。
ヴァイエルシュトラス・シグマは整函数であり、J.E.リトルウッドのランダム整函数論において「典型的」な函数としての役割を持つ。

## ヤコビの楕円函数との関係
数値解析的な場面において、ヴァイエルシュトラスの楕円函数の計算にはヤコビの楕円函数を用いると便利なことも多い。基本関係式は
{\displaystyle \wp (z)=e_{3}+{\frac {e_{1}-e_{3}}{\mathrm {sn} ^{2}\,w}}=e_{2}+\left(e_{1}-e_{3}\right){\frac {\mathrm {dn} ^{2}\,w}{\mathrm {sn} ^{2}\,w}}=e_{1}+\left(e_{1}-e_{3}\right){\frac {\mathrm {cn} ^{2}\,w}{\mathrm {sn} ^{2}\,w}}}
で与えられる。ただし、ei (i = 1, 2, 3) は上で述べた三つの根、ヤコビの楕円函数の母数 k は
{\displaystyle k\equiv {\sqrt {\frac {e_{2}-e_{3}}{e_{1}-e_{3}}}}}
を満たし、各ヤコビの楕円函数の引数 w は
{\displaystyle w\equiv z{\sqrt {e_{1}-e_{3}}}}
である。